# Fordova–Fulkersonova věta
Fordova-Fulkersonova věta uvádí do vztahu maximální tok a minimální řez v síti oddělující zdroj od stoku. Vychází z ní i myšlenka základního způsobu hledání maximálního toku - Fordova-Fulkersonova algoritmu, která řeší úlohu toku v síti.

## Definice
Síť definujeme jako ohodnocený orientovaný graf {\displaystyle G=(V,E)} s vyznačenými dvěma různými vrcholy {\displaystyle z} a {\displaystyle s} (označujeme je jako zdroj a stok). Kapacita {\displaystyle c\colon E\to R_{0}^{+}} je funkce ohodnocující hrany grafu nezápornými reálnými čísly.
Tok v síti je každá funkce {\displaystyle f\colon E\to R_{0}^{+}} která splňuje následující podmínky
1. Pro každou hranu {\displaystyle e\in E} platí {\displaystyle 0\leq f(e)\leq c(e)}.
2. Pro každý vrchol {\displaystyle v\in V} kromě zdroje a stoku je vstupní tok roven výstupnímu toku: {\displaystyle \sum _{(x,u)\in E}f(x,u)=\sum _{(u,y)\in E}f(u,y)}

Velikost toku lze definovat jako součet toků na hranách vedoucích od zdroje {\displaystyle z}: {\displaystyle \textstyle |f|=\sum _{(z,v)\in E}f(z,v)}.
Problém maximálního toku v síti spočívá v nalezení toku {\displaystyle f} mezi zdrojem a stokem, který maximálně využívá kapacit hran.
Je-li dána síť {\displaystyle G} a tok {\displaystyle f} pak reziduální síť {\displaystyle G_{f}} k danému toku {\displaystyle f} je orientovaný graf definovaný na vrcholech {\displaystyle V} původního grafu. Jeho množina hran {\displaystyle E_{f}} vychází z množiny hran grafu {\displaystyle G}. Hrana {\displaystyle e=(u,v)\in E} se stane hranou reziduální sítě, pokud má vzhledem k {\displaystyle f} ještě volnou kapacitu, tj. {\displaystyle f(e)\leq c(e)}. Reziduální sítě hrají významnou roli při algoritmickém hledání maximálních toků. Základní myšlenkou je, že pokud reziduální síť k toku {\displaystyle f} obsahuje cestu mezi zdrojem a stokem, pak lze podél této cesty velikost toku {\displaystyle f} zvětšit.

Řezem mezi zdrojem a stokem rozumíme množinu hran {\displaystyle R\subseteq E}. Tuto množinu získáme rozdělením množiny vrcholů na dvě disjunktní části {\displaystyle Z} a {\displaystyle S}, které od sebe 'oddělují' zdroj a stok, tj. {\displaystyle \textstyle z\in Z} a {\displaystyle \textstyle s\in S}. Řezem {\displaystyle R} pak rozumíme množinu hran mezi množinami {\displaystyle Z} a {\displaystyle S}. Kapacitu řezu pak definujeme jako {\displaystyle c(R)=c(Z,S)=\sum _{(u,v)\in Z\times S}c_{uv}}
Problém minimálního řezu spočívá v nalezení rozdělení vrcholů na {\displaystyle Z} a {\displaystyle S} takové, že kapacita souvisejícího řezu {\displaystyle c(R)} je minimální.

## Znění
Obecné lze větu zformulovat následovně
Pro každou síť se velikost maximálního toku rovná kapacitě minimálního řezu. 
Poněkud precizněji pak lze větu zformulovat takto:
Jestliže {\displaystyle f} je tok v síti {\displaystyle G=(V,E)}, pak následující tvrzení jsou ekvivalentní
1. {\displaystyle f} je maximální tok v síti {\displaystyle G}
2. Reziduální síť {\displaystyle G_{f}} neobsahuje žádnou zlepšující cestu (tj. neexistuje cesta ze zdroje do cíle v reziduální síti)
3. V síti {\displaystyle G} existuje řez {\displaystyle R\subseteq E} pro který platí {\displaystyle |f|=c(R)}.

## Vysvětlení
Pro každý řez v síti {\displaystyle G} platí, že jeho kapacita je větší nebo rovno velikosti libovolného toku, který přes řez přetéká. Toto plyne přímo z bodu 1. definice toku v síti.
Uvažujeme-li nyní maximální tok v síti {\displaystyle f}, pak musíme najít i jeden řez, pro který platí {\displaystyle |f|=c(R)}. Pokud by se velikost toku {\displaystyle f} nerovnala kapacitě řezu {\displaystyle R}, bylo by možné tok {\displaystyle f} rozšířit o tento rozdíl na nový (větší) tok {\displaystyle f'} což je v rozporu z maximalitou toku {\displaystyle f} kterou jsme předpokládali.